# Fleur Nagengast
Fleur Doortje Nagengast, née le 28 janvier 1998 à Beilen est une coureuse cycliste néerlandaise, spécialisée dans le cyclo-cross. Elle met un terme à sa carrière à l’issue de la saison 2020.

## Biographie
Spécialiste du cyclo-cross, elle est double championne des Pays-Bas de la discipline chez les juniors en 2015 et 2016. Elle court pour Telenet-Fidea en 2017 et 2018 et se classe deux fois deuxième du championnat des Pays-Bas de cyclo-cross espoirs. Le 4 novembre 2018, elle remporte la médaille de bronze aux championnats d'Europe de cyclo-cross espoirs à Rosmalen. Le 3 février 2019, elle devient  vice-championne du monde de cyclo-cross espoirs à Bogense, sur un podium 100% néerlandais où figure Inge van der Heijden et Ceylin Alvarado.
En 2019, elle continue à courir pour Telenet-Baloise Lions sur les cyclo-cross et rejoint la formation Parkhotel Valkenburg pour les courses sur route. 
En raison de blessures, elle ne participe par à la saison de cyclo-cross 2019-2020. Une déchirure de l'articulation de la hanche lui cause des maux de dos persistants et  nécessite une intervention chirurgicale. La reprise à la compétition prend plus de temps que prévu. En juin 2020, elle annonce finalement mettre fin à sa carrière à 22 ans.

## Palmarès en cyclo-cross
- 2014-2015
  -  Championne des Pays-Bas de cyclo-cross juniors
- 2015-2016
  -  Championne des Pays-Bas de cyclo-cross juniors
- 2017-2018
  - 2e du championnat des Pays-Bas de cyclo-cross espoirs
- 2018-2019
  -  Médaillée d'argent du championnat du monde de cyclo-cross espoirs
  -  Médaillée de bronze du championnat d'Europe de cyclo-cross espoirs
  - 2e du championnat des Pays-Bas de cyclo-cross espoirs
  - 2e de la Coupe du monde espoirs
  - 3e du Superprestige espoirs